# Jonathan Trumbull
Jonathan Trumbull Sr. (Lebanon, 12 ottobre 1710 – Lebanon, 17 agosto 1785) è stato un politico statunitense che ricoprì la carica di governatore del Connecticut durante la Rivoluzione americana. Trumbull e Nicholas Cooke del Rhode Island furono gli unici uomini a servire come governatori sia di una colonia britannica che di uno stato degli Stati Uniti, e Trumbull fu l’unico governatore ad abbracciare la causa dei Patrioti all'inizio della Guerra d'indipendenza americana. Il Trumbull College dell'Università Yale, la città di Trumbull nel Connecticut, la Contea di Trumbull in Ohio (originariamente parte della Connecticut Western Reserve) e Jonathan the Husky portano tutti il suo nome. Trumbull fu il padre di John Trumbull, noto artista, e di Jonathan Trumbull Jr., governatore del Connecticut e Speaker della Camera dei rappresentanti degli Stati Uniti.

## Primi anni di vita

Stemma di Jonathan Trumbull

Trumbull nacque a Lebanon, nel Connecticut, figlio di Joseph Trumble (1678–1755) e di sua moglie, Hannah Trumble (nata Higley), figlia di John Higley e Hannah Drake. Il capostipite della famiglia Trumble fu l'immigrato John Trumble (1612–1687), originario di Newcastle upon Tyne, nel Northumberland, che era il nonno di Joseph. L’ortografia originale del cognome “Trumble” fu successivamente cambiata per ragioni sconosciute.
Jonathan si laureò all’Università Harvard con un Bachelor of Arts (B.A.) nel 1727; nei tre anni successivi studiò teologia sotto la guida del reverendo Solomon Williams a Lebanon e ottenne l’abilitazione alla predicazione a Colchester, Connecticut; ciò gli valse anche un Master of Arts.

## Carriera
Trumbull divenne mercante insieme a suo padre nel 1731, assumendo un ruolo più attivo nell'attività dopo la morte di suo fratello in mare nel 1732. Dal 1733 al 1740 fu delegato all’assemblea generale e, nel biennio 1739–1740, fu Presidente della Camera (Speaker of the House). Nel 1739 fu nominato tenente colonnello della milizia del Connecticut e, durante la Guerra franco-indiana, fu colonnello del 12º Reggimento del Connecticut.
Fu vicegovernatore della Colonia del Connecticut dal 1766 al 1769 e, alla morte del governatore William Pitkin, divenne governatore del Connecticut nel 1769, ricoprendo l’incarico fino al 1784, guidando così il Connecticut nel passaggio da colonia a stato degli Stati Uniti.

### Guerra d'Indipendenza
Il 13 maggio 1774, il generale britannico Thomas Gage arrivò a Boston, una città con una lunga storia di proteste violente contro le politiche britanniche. Vista la difficile situazione lasciata dal governatore reale Thomas Hutchinson, entro una settimana dal suo arrivo Gage contattò Trumbull, esprimendo la sua "disponibilità a collaborare" con lui "per il bene del servizio di Sua Maestà". Quando Gage inviò a Trumbull una richiesta di assistenza dopo la battaglia di Lexington e Concord nell’aprile 1775, Trumbull rifiutò e dichiarò apertamente la sua scelta di schierarsi con i Patrioti. Rispose affermando che le truppe di Gage avrebbero "disonorato persino i barbari", accusandolo di "un attacco del tutto immotivato contro la vita e i beni dei sudditi di Sua Maestà".
Il 6 luglio 1775, insieme ad altri ufficiali, Trumbull nominò Nathan Hale primo tenente nel neonato Settimo Reggimento dell’Esercito Continentale. Hale fu poi giustiziato dai britannici per spionaggio.
Trumbull fu amico e consigliere del generale George Washington durante tutto il periodo rivoluzionario, dedicando le risorse del Connecticut alla lotta per l’indipendenza. Washington lo definì “il primo dei patrioti.” Quando Washington si trovava disperato per mancanza di uomini o viveri durante la guerra, sapeva di poter contare su “Fratello Jonathan”. Nella primavera del 1778, Trumbull ricoprì anche l’incarico di Tesoriere generale (Paymaster General) dell’Esercito Continentale per il Dipartimento del Nord, fino a quando la morte improvvisa di sua madre lo costrinse a dimettersi. Al momento della sua rinuncia, chiese che il resto della sua paga arretrata fosse distribuito ai soldati del Dipartimento del Nord.

### Dopoguerra
Trumbull fu uno dei soli due governatori coloniali a rimanere in carica dopo l’indipendenza (l’altro fu Nicholas Cooke del Rhode Island, che aveva assunto l’incarico all’inizio della guerra). Nel 1784, il governatore Trumbull fu eletto membro onorario della Società dei Cincinnati del Connecticut. Nel 1782 fu eletto membro della American Academy of Arts and Sciences. Ricevette una laurea honoris causa in giurisprudenza (LL.D.) dall’Università Yale nel 1775 e un’altra dall’Università di Edimburgo nel 1787.

## Vita privata

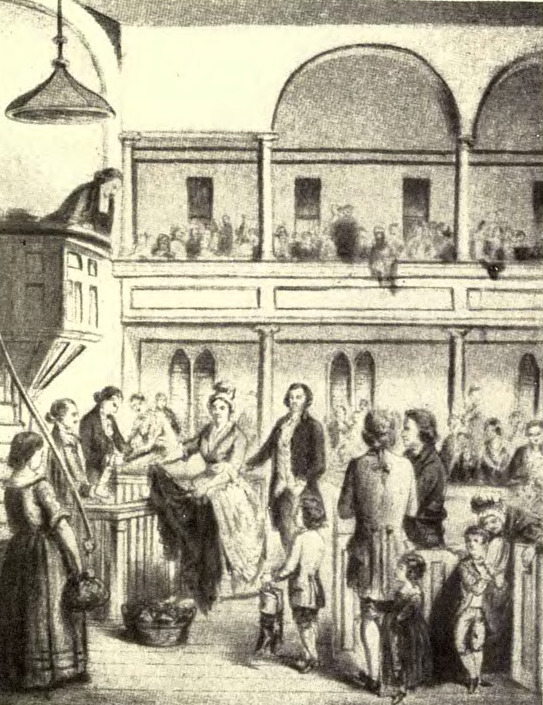
Faith Robinson Trumbull, raffigurata mentre dona il suo mantello allo sforzo bellico rivoluzionario

Nel 1736, un anno prima del matrimonio, Jonathan Trumbull Sr. acquistò Flora, una “ragazza mulatta e schiava a vita”, da Eliphalet Adams di New London.
Il 9 dicembre 1735, sposò Faith Robinson (1718–1780), figlia del reverendo John Robinson. La coppia ebbe sei figli, tra cui:
- Joseph Trumbull (1737–1778), primo commissario generale dell’Esercito Continentale e uno dei primi membri del Board of War.
- Jonathan Trumbull Jr. (1740–1809), aiutante di campo del generale George Washington dal 1781 fino alla fine della guerra, presidente della Camera dei Rappresentanti dal 1791 al 1793 e governatore del Connecticut dal 1798 al 1809.
- Faith Trumbull ( 1743–1775), sposò il generale Jedidiah Huntington.
- Mary Trumbull(1745–1831), sposò William Williams, firmatario della Dichiarazione d’Indipendenza.
- David Trumbull (1751–1822), commissario della Colonia del Connecticut e padre di Joseph Trumbull, 35º governatore del Connecticut.
- John Trumbull (1756–1843), noto come il “Pittore della Rivoluzione Americana” e aiutante di campo di Washington per 19 giorni nel 1775.

Jonathan Trumbull morì a Lebanon, Connecticut, e fu sepolto nell'Old Cemetery della città. La sua casa, la Jonathan Trumbull House, fu dichiarata National Historic Landmark nel 1965.

## Nella narrativa storica
Nel libro A Little Maid of Old Connecticut di Alice Turner Curtis, la protagonista, una bambina di nome Ellie Barlow, con l’aiuto di un’amica consegna un messaggio segreto a Trumbull durante i suoi anni da governatore. In seguito, Trumbull la cerca per ringraziarla e aiuta il padre della sua amica a ottenere un impiego tanto necessario. La storia è ambientata nel 1777.

## Vedi anche
- Maria Trumbull, nipote di Jonathan Trumbull Sr.